# Negro

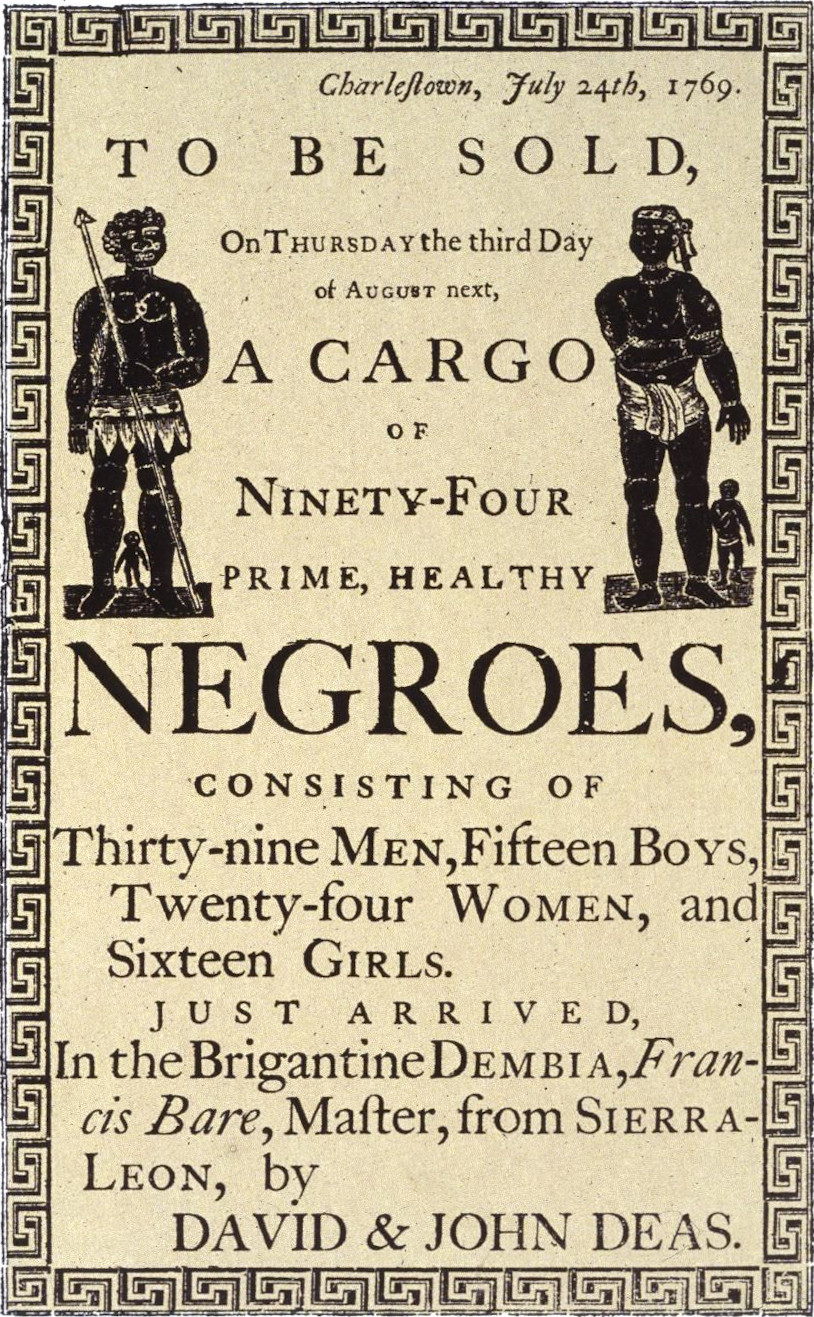
Riproduzione di un volantino su un'asta di schiavi negri a Charleston, South Carolina, 1769.

Il termine negro indica una persona generalmente appartenente a una delle etnie originarie dell'Africa subsahariana e caratterizzate dalla pigmentazione scura della pelle. In senso più ampio, può applicarsi ad altri gruppi etnici con caratteristiche somatiche analoghe, come ad esempio i negritos delle Filippine o gli aborigeni australiani.
Sebbene la sua etimologia e il suo significato originale e tecnico non siano né dispregiativi né volgari, sotto l'influenza di simili termini in tedesco e soprattutto in inglese la parola ha assunto col tempo connotazioni negative e razziste anche nella lingua italiana.
Il termine inglese "negro", così come si scrive, probabilmente preso in prestito dalla lingua spagnola, venne spesso utilizzato negli Stati Uniti d'America nel periodo dell'importazione di schiavi neri dall'Africa del XIX secolo, poi ripreso in letteratura agli inizi del XX secolo, dove si ritiene fu introdotto dal sociologo americano William Du Bois, quindi affiancato dal termine più propriamente inglese nigger. Il passaggio poi di entrambi i termini da significato neutro a connotazione offensiva avvenne sempre in terra americana, e successivamente nel mondo, a partire dalla seconda metà del XX secolo.

## Etimologia e uso del termine

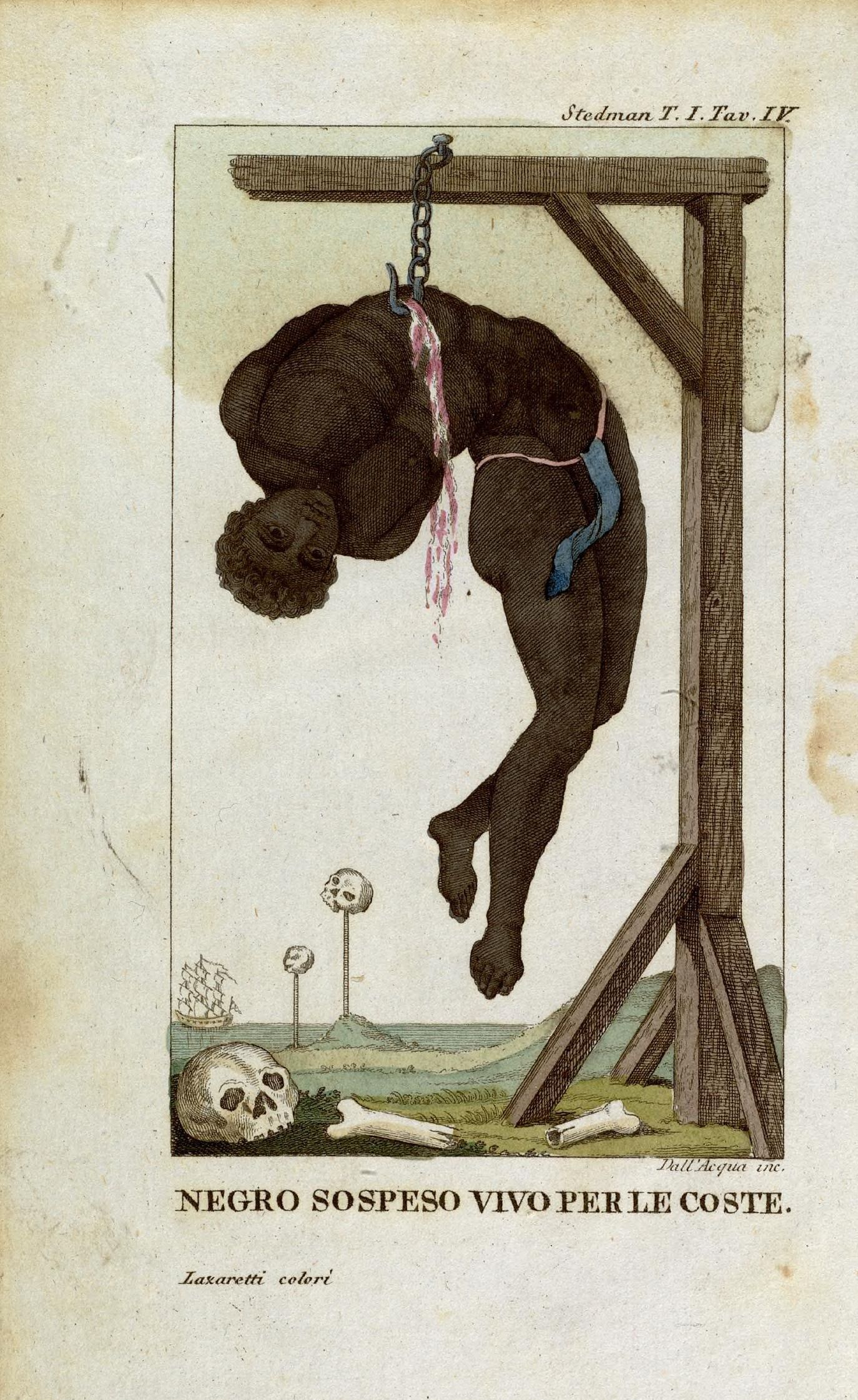
Negro sospeso vivo per le coste

Il termine italiano negro è etimologicamente equivalente all'aggettivo nero (dal latino niger / nigru(m)) e, in origine, aveva tale significato; esempi di quest'uso del termine si trovano tra l'altro in Petrarca, Ariosto e Carducci. L'uso del termine per riferirsi alle etnie di pelle scura è anch'esso attestato già nella letteratura del basso medioevo (per esempio nello stesso Petrarca), ma è diventato più comune in epoca coloniale, sia in italiano che in altre lingue (alcune delle quali lo hanno mutuato dall'equivalente spagnolo).
In spagnolo e portoghese negro significa semplicemente nero, così come negre in catalano  e occitano, e in passato veniva usato comunemente per riferirsi alle persone sub-sahariane o appartenenti ad altri gruppi etnici di pelle scura. Qualcosa di analogo avveniva nelle lingue slave: in russo antico, ad esempio, il "negro" era l'arap, ovvero un individuo ipoteticamente arrivato dall'Arabia Saudita, poi chiamato negr, "negro", appunto.

## Storia
In epoca coloniale, e in particolare in seguito alla tratta degli schiavi, la parola spagnola negro entrò largamente nell'uso anche in lingua inglese.
Derivati di questa accezione di negro sono termini come negroide, introdotto a partire dal XIX secolo dagli antropologi dell'epoca per denotare una delle razze umane, oppure il più letterario "negritudine", un movimento che promuoveva l'insieme dei valori etnici e culturali dei popoli neri. Contrariamente a quanto si potrebbe supporre, non risultano invece riconducibili alla radice latina niger i toponimi Niger e Nigeria, per i quali si ipotizza una derivazione dall'espressione tuareg ngher (abbreviazione di gher n gheren, ovvero fiume dei fiumi).

### Letteratura

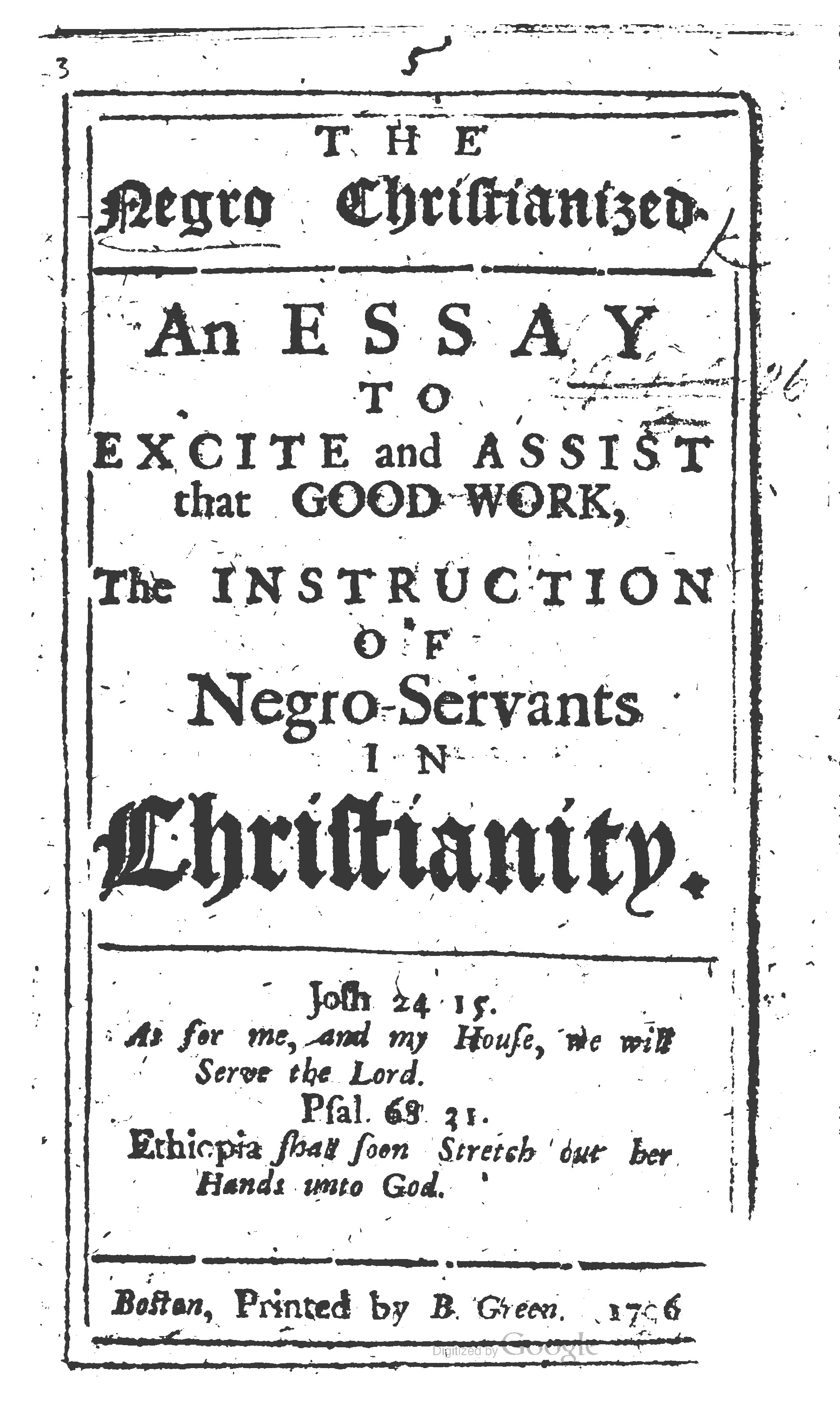
Pagina del libro The Negro Christianized, di Cotton Mather, 1706

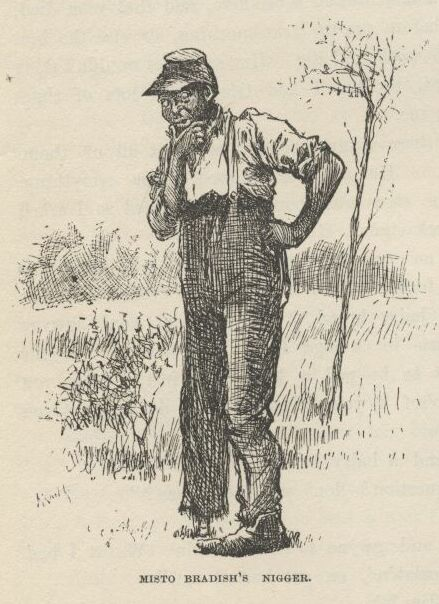
Illustrazione per Le avventure di Huckleberry Finn di Mark Twain. Nella didascalia: Misto (slang per mister) Bradish's nigger, Il negro del signor Bradish

All'inizio del XIX secolo, il termine negro, insieme a nigger, fu usato frequentemente anche in letteratura. Nel celebre romanzo abolizionista La capanna dello zio Tom, di Stowe (1852), e nelle opere di uno scrittore progressista come Mark Twain, era usato per riferirsi agli schiavi o ex schiavi afroamericani. Twain in particolare, usava spesso il termine negroes anche nelle opere di saggistica, come in Following the Equator, e ricorreva invece a nigger quando rappresentava lo slang della gente di campagna della valle del Mississippi; nessuna delle due forme, però appare, nelle sue opere, come intrinsecamente discriminatoria. Una diversa sensibilità del significato del termine iniziò a manifestarsi a cavallo tra il XIX e il XX secolo. Due celebri casi letterari che provano questo cambiamento linguistico sono quelli del romanzo di Joseph Conrad Il negro del "Narciso" (The Nigger of the Narcissus, 1897), che inizialmente fu pubblicato con un altro titolo su insistenza della casa editrice, e il romanzo giallo di Agatha Christie Dieci piccoli indiani (1939), il cui titolo originale Ten Little Niggers fu modificato, per motivi analoghi, in And Then There Were None o Ten Little Indians. La letteratura nella descrizione della schiavitù dei negri continuò nella storia fiorì fino tempi moderni, producendo numerosi testi in merito, tra cui si possono citare, tra i più famosi, Le avventure di Huckleberry Finn (1884), House of Bondage (1967), fino al più recente Radici, del 1976.
A partire dal XX secolo iniziarono ad emergere delle denominazioni alternative ai termini tradizionali negro e nigger in alcuni ambienti americani, ad esempio una delle più antiche associazioni anti-razziste statunitensi, fondata nel 1909, venne battezzata National Association for the Advancement of Colored People, denominazione in cui fu impiegato, per la prima volta, uno dei più comuni eufemismi usati come alternativa, tradotto in italiano come di colore. Il graduale rifiuto dei termini negro e nigger da parte della popolazione afroamericana iniziò a prendere forza soprattutto perché tali termini erano nati in epoca schiavista, e di conseguenza associati storicamente alla stessa discriminazione razziale. Tuttavia, il termine negro fu ancora usato per molti decenni; ad esempio in Francia, nel brano classico Le petite nègre di Dèbussy (1914), quindi ancora dagli intellettuali legati al movimento artistico e culturale statunitense del "Rinascimento di Harlem", oppure in alcuni titoli legati al movimento, come The New Negro, antologia pubblicata nel 1925, o Negro World, settimanale fondato a New York da Marcus Garvey e voce dell'organizzazione Universal Negro Improvement Association and African Communities League.
Dal 1936 al 1966 (con l'unica sospensione negli anni della seconda guerra mondiale) fu pubblicata, con cadenza annuale dall'impiegato delle poste newyorchese Victor Hugo Green, una guida annuale per viaggiatori afroamericani intitolata Negro Motorist Green Book (a volte intitolata The Negro Motorist Green-Book o The Negro Travelers' Green Book).
Sempre nella prima metà del secolo, il noto museo MOMA di New York organizzò tre mostre tematiche sull'arte africana, tutte contenenti il termine negro nel loro titolo: African Negro Art (1935), Young Negro Art (1943), e Understanding African Negro Sculpture (1952).
Nel 1948 il giornalista Ray Sprigle, travestito come persona di colore viaggiò per 30 giorni negli stati del Profondo Sud segregazionista, pubblicando quindi il resoconto della sua esperienza in una serie di articoli intitolati I Was a Negro in the South for 30 Days  nella rivista "Pittsburgh Post-Gazette", un'esperienza simile fu vissuta nel 1959 da John Howard Griffin, dopo aver cambiato il colore della propria pelle con trattamenti medici, e descritta nel bestseller Black like Me, uscito nel 1961 e pubblicato in Italia col titolo Nero come me nel 1964 da Longanesi.

#### Anni sessanta

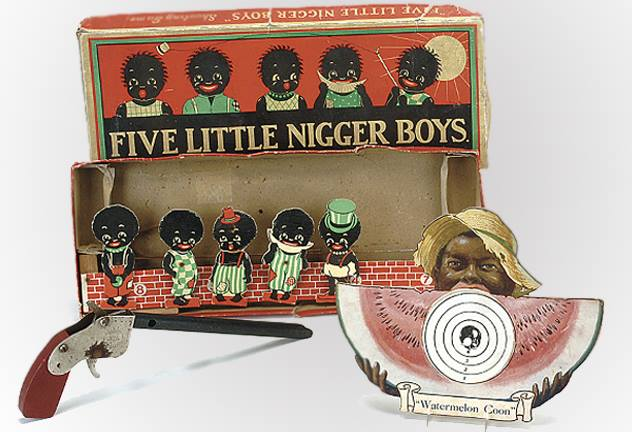
Giocattolo per bambini americano anni '20

Durante il secondo dopoguerra, il termine nigger assunse maggiormente il significato di popolo afro-americano, da distinguersi dal resto e, comunque, sempre soggetto ad emarginazione sociale. Nel 1947, reagendo come provocazione alla rappresentazione delle sole persone bianche nei fumetti e a quelle di colore solo nelle storie ambientate in Africa, il giornalista afroamericano Orrin C. Evans produsse la rivista All-Negro Comics, e diretta soltanto al pubblico di colore.
Fu proprio in questo contesto ad essere identificate come più politicamente corretto le denominazioni come black people , o la più tecnica afro-american. Fino alla fine degli anni sessanta, la parola negro non veniva ancora completamente percepita come dispregiativa, e costituiva il modo più comune per riferirsi ai popoli di pelle scura, sia in letteratura (spagnolo negro, inglese nigger e francese nègre), sia nel linguaggio comune. Esempi di tale uso li troviamo nel brano musicale Angeli negri, dal film Angelitos Negros del 1948, cantato da Pedro Infante, poi eseguito in italiano da Barreto Jr. nel 1959, con testo ancora riproposto nello sketch "Pittore ti voglio parlare" di Agus-Tognazzi del 1958, e ancora ricantato da Fausto Leali nel 1968. Un altro esempio di quegli anni fu il brano italiano pop del 1963 I Watussi, cantato da Edoardo Vianello. I termini negro - e derivati - restavano ancora senza connotazione negativa anche nell'ambiente religioso, come ad esempio il titolo della rivista Nigrizia dei padri comboniani. Anche negli anni sessanta, ad esempio nel film Indovina chi viene a cena? (Guess Who's Coming to Dinner), di Kramer, venne proprio usato il termine nigger con estrema disinvoltura, nonostante la pellicola vertesse proprio sulle tematiche interrazziali in maniera molto netta.
In quegli anni, anche lo stesso Martin Luther King Jr. usava correntemente la parola nigger nei suoi comizi pubblici, in difesa dei diritti civili degli afroamericani, sebbene fosse più una provocazione sociale che un uso neutro del termine.
La parola negro venne anche utilizzata nei saggi pubblicati in Italia sulla tematica della discriminazione razziale in Italia che iniziò ad essere nota e osservata anche in Italia: nel 1963 l'americanista Claudio Gorlier pubblicò Storia dei negri degli Stati Uniti (Editore Cappelli, nella collana Universale Cappelli; 84/85) , nel 1967 Roberto Giammanco, che aveva già curato la pubblicazione dell'autobiografia di Malcolm X, scrisse il saggio Black power. Potere negro. Analisi e testimonianze (Laterza editore) e l'anno successivo sempre Giammanco, sempre per Laterza, curò la traduzione italiana di Black Power: The Politics of Liberation in America (Random House ed. 1967) di  Stokeley Carmichael e Charles V. Hamilton, che ebbe come titolo Strategia del Potere Negro.

#### Anni settanta e graduale censura del termine "negro"
La condanna del termine negro iniziò proprio negli Stati Uniti all'inizio del decennio dei settanta e, come detto, soprattutto a causa dei termini usati in inglese e tedesco. In Germania, fin dai tempi del nazismo, si era usato il termine neger, a indicare soprattutto i figli dei coloniali francesi africani, i cosiddetti "bastardi della Renania", oppure i cosiddetti negri apolidi. Pur non eseguendo una vera e propria persecuzione contro di essi come avvenne per gli ebrei, i nazisti tedeschi li consideravano come un popolo di "razza inferiore", anche se comunque essi non costituivano una minaccia, soprattutto per il fatto che, all'epoca, in Germania costituivano una piccolissima minoranza e localizzati solo al confine con la Francia. Leggendario fu l'episodio di Hitler che, in piena ascesa al potere, si rifiutò di stringere la mano al plurivincitore afroamericano Jesse Owens, durante le Olimpiadi della Germania Nazista del 1936, fatto che fu poi smentito dallo stesso Owens, che narrò che, comunque, il Führer lo salutò dal palco. Anche nella moderna Germania, il termine neger acquistò connotati negativi, mentre l'individuo "nero", oggi chiamato "Schwarze", dovette affrontare, così come in altri paesi, la difficile integrazione e le divisioni politiche dei cosiddetti modelli di integrazione sociale, ancor oggi in atto.
Paradossalmente, fu più radicato, sia storicamente che culturalmente, una sorta di razzismo più nascosto, più profondo e contraddittorio, in paesi quali la Gran Bretagna e la Francia, soprattutto a causa del loro secolare colonialismo africano. Per eredità storica quindi, negli Stati Uniti d'America del XIX secolo il razzismo nei confronti degli afroamericani che, a sua volta affonda nella lontana tratta atlantica degli schiavi africani, diede luogo al termine nigger e, quasi consequenzialmente, fu associato a connotazioni negative. In mezzo alle varie persecuzioni e segregazioni razziali infatti, si usava udire la locuzione estremamente offensiva di "dirty nigger", "sporco negro", diffusasi poi anche in altri paesi del mondo come, ad esempio, nell'Apartheid del Sudafrica.

Le sanguinose battaglie sociali per i diritti civili e la faticose lotte per la conquista dell'uguaglianza degli afroamericani degli Stati Uniti, guidate soprattutto dai personaggi quali Malcolm X e Martin Luther King Jr., entrambi assassinati nel decennio precedente, sommati ad un'ulteriore spinta dell'arte e della musica afroamericana, dalla musica sacra gospel, al jazz-blues, alla disco music, al funky, al rapping e successivamente alla break dance e all'hip hop, la tolleranza e l'integrazione degli afroamericani divennero fenomeni gradualmente più diffusi anche se probabilmente mai definitivamente conclusi, nemmeno nei tempi odierni.
L'interpretazione negativa di nigger da parte della cultura americana prese forma lungo tutto il decennio degli anni Settanta e, tuttavia, giunse, tradotta in Italia e in altri paesi europei, soltanto molti anni dopo.
Nel 1978, un testo scolastico di geografia per la scuola media inferiore italiana, edito da Garzanti in una scheda intitolata «Negri» e «Indiani», tutto sbagliato riportava la seguente spiegazione: 
Il resto della scheda prosegue, descrivendo i problemi dei discendenti degli schiavi sempre usando il termine "negro" per indicarli.

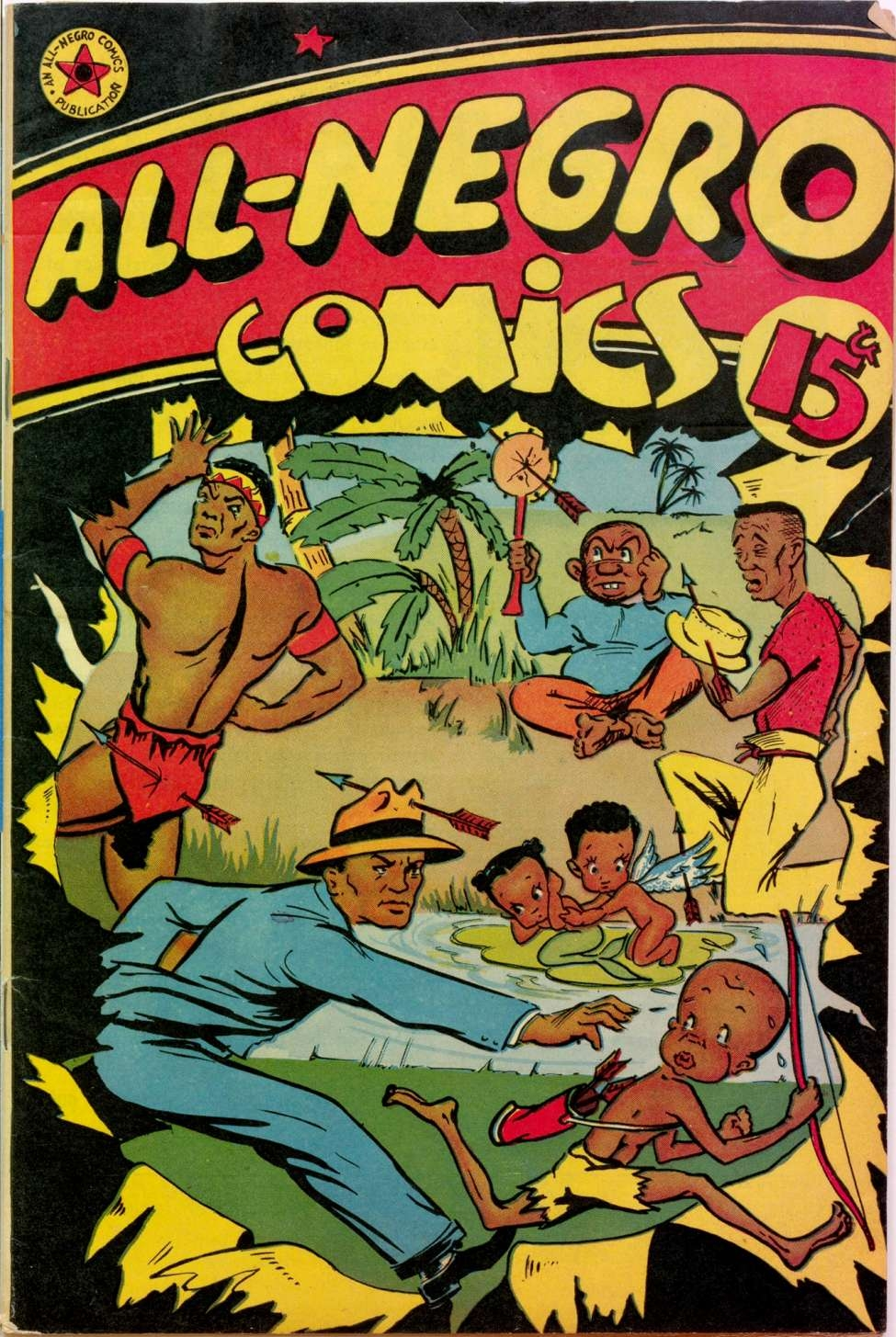
Copertina della rivista a fumetti All-Negro Comics

#### Anni ottanta e novanta
La graduale censura dei termini nigger e negroes fu ulteriormente accelerata dalla spinta culturale relativa all'integrazione sociale afroamericana, specialmente nell'arte e nella musica, come ad esempio nelle sitcom televisive americane, o in film cult come The Blues Brothers (1980), il brano Ebony and Ivory (1981) di McCartney-Wonder e, soprattutto con le forti mobilitazioni sociali internazionali degli anni ottanta, spesso legate allo scottante problema dell'Apartheid del Sudafrica.
All'inizio degli anni ottanta in Italia, la parola negro fu usata ancora abitualmente (vedi, ad esempio, la canzone Colpa d'Alfredo di Vasco Rossi), mentre solo dalla seconda metà del decennio fu gradualmente caricato di un connotato offensivo, iniziando ad essere intesa proprio come razzista, in conseguenza dell'estensione all'italiano dei dettami del politicamente corretto derivante dalla cultura anglosassone, e che portarono alla quasi completa condanna del termine.
In merito alle stesse interpretazioni simboliche e culturali rispetto a tali popolazioni, oltre che tratti somatici, antropologici e comportamentali delle varie etnie definite "di pelle scura", in particolare i negroidi africani, tali termini furono utilizzati anche per altre gradazioni della pigmentazione della pelle, utilizzando spesso anche le scale del fototipo e di Von Luschan. A tal proposito, infatti, lo stesso destino della censura avvenne anche per il termine "mulatto", dove veniva indicato un soggetto figlio di una mescolanza razziale, termine che andò via via in disuso, ed oggi ampiamente sconsigliato, poiché considerato derivante dallo spagnolo mulato, in similitudine all'animale "mulo", inteso appunto, come un animale ibrido tra un asino ed una giumenta. In sostituzione, viene usato il termine mestizo, ovvero "meticcio", oppure "creolo", quest'ultimo soltanto per alcune etnie.
Per indicare i popoli di pelle scura quindi, furono ripresi termini quali persona di colore o semplicemente nero (black, Schwarz in tedesco, etc.) oppure, laddove possibile, denominazioni più specifiche (come africano o afroamericano, rispettivamente per riferirsi ai neri africani o statunitensi). Il termine è talvolta recuperato per motivi letterari o per tradurre varianti straniere anch'esse considerate dispregiative, come l'inglese nigger molto frequente nel cinema. L'uso del termine senza connotazioni dispregiative ha comunque ancora qualche diffusione, e la magistratura italiana ha giudicato condannabili, come incitamenti all'odio razziale, soltanto le locuzioni esplicitamente offensive come ad esempio, sporco negro.
Nel corso degli anni novanta, il lento e graduale processo di proibizione della parola negro fu praticamente completato, e il termine fu considerato offensivo praticamente in tutti paesi del mondo. In Italia, la parola negro fu ancora utilizzata con disinvoltura fino ai primi anni del decennio, presente in alcune serie televisive come, ad esempio, I ragazzi del muretto (1990), oppure nel cinema, come nel film Nel continente nero, di Marco Risi (1991). Fu poi ancora utilizzata nel parlato comune, come l'uso di alcune frasi idiomatiche, con una varietà di significati metaforici legati soprattutto alla storica tratta degli schiavi africani, come ad esempio le locuzioni negriero, inteso come "sfruttatore", oppure lavorare come un negro (ovvero come uno schiavo), ma anche queste caddero in disuso.

### Anni Duemila e tempi attuali
Oltre al classico termine inglese black ("nero"), cominciarono a diffondersi anche altri sinonimi, sempre di origine inglese, quali dark-skinned ("scuro di pelle") e il più noto coloured ("di colore"). I termini afroamericano, africano, etc., non attecchirono più di tanto nel linguaggio comune, poiché usate solo in determinati contesti e, comunque, solo per indicare determinate etnie.
Dagli anni Duemila, il dibattito su tali sinonimi resta ancora aperto. La locuzione "di colore", in passato percepita come più rispettosa rispetto a negro, è stata messa in discussione a favore di altre varianti, come ad esempio people of color (lett. "persone di colore") e, tuttavia anch'essa considerata, a volte, come discriminatoria. I termini nero e scuro (di pelle), potrebbero invece essere interpretati ancora come troppo generici.
La percezione odierna del termine nigger come accezione dispregiativa-discriminatoria nel mondo anglosassone è ormai tanto netta che si è diffuso l'eufemismo n-word (ovvero: la parola con la N) per riferirsi a tale termine senza pronunciarlo direttamente. Alcuni traduttori italiani rendono nigger con negraccio, per enfatizzarne l'intento offensivo.
I desueti termini spagnoli-italiani negro/negroes, invece, continuano a essere usati solo marginalmente nei paesi anglofoni, in particolare negli Stati Uniti, in riferimento a periodi storici o a particolari istituzioni che hanno conservato tale vocabolo nel nome, come ad esempio lo United Negro College Fund, istituzione benefica per la concessione di borse di studio a vantaggio di studenti neri.
Il termine inglese nigga, una variante slang di nigger, oggi appartiene invece ad alcuni artisti neri appartenenti al movimento rap e hip hop, i quali si fregiano di tale termine in senso amichevole e fraterno.